# اسپنسر کوهن
اسپنسر کوهن (به انگلیسی: Spenser Cohen) فیلم‌نامه‌نویس، تهیه‌کننده اجرایی و کارگردان موزیک ویدیو آمریکایی است که بیشتر به‌خاطر آثارش در فیلم‌های انقراض (۲۰۱۸) و سقوط ماه (۲۰۲۲) شهرت دارد.
در آگوست ۲۰۲۱، کوهن با نوشتن فیلمنامه و داستان برای فیلم بی‌مصرف‌ها ۴ (۲۰۲۳) و فیلمنامه فیلم دور (۲۰۲۴) 
 به شهرت بیشتری دست یافت.